# 중국우정

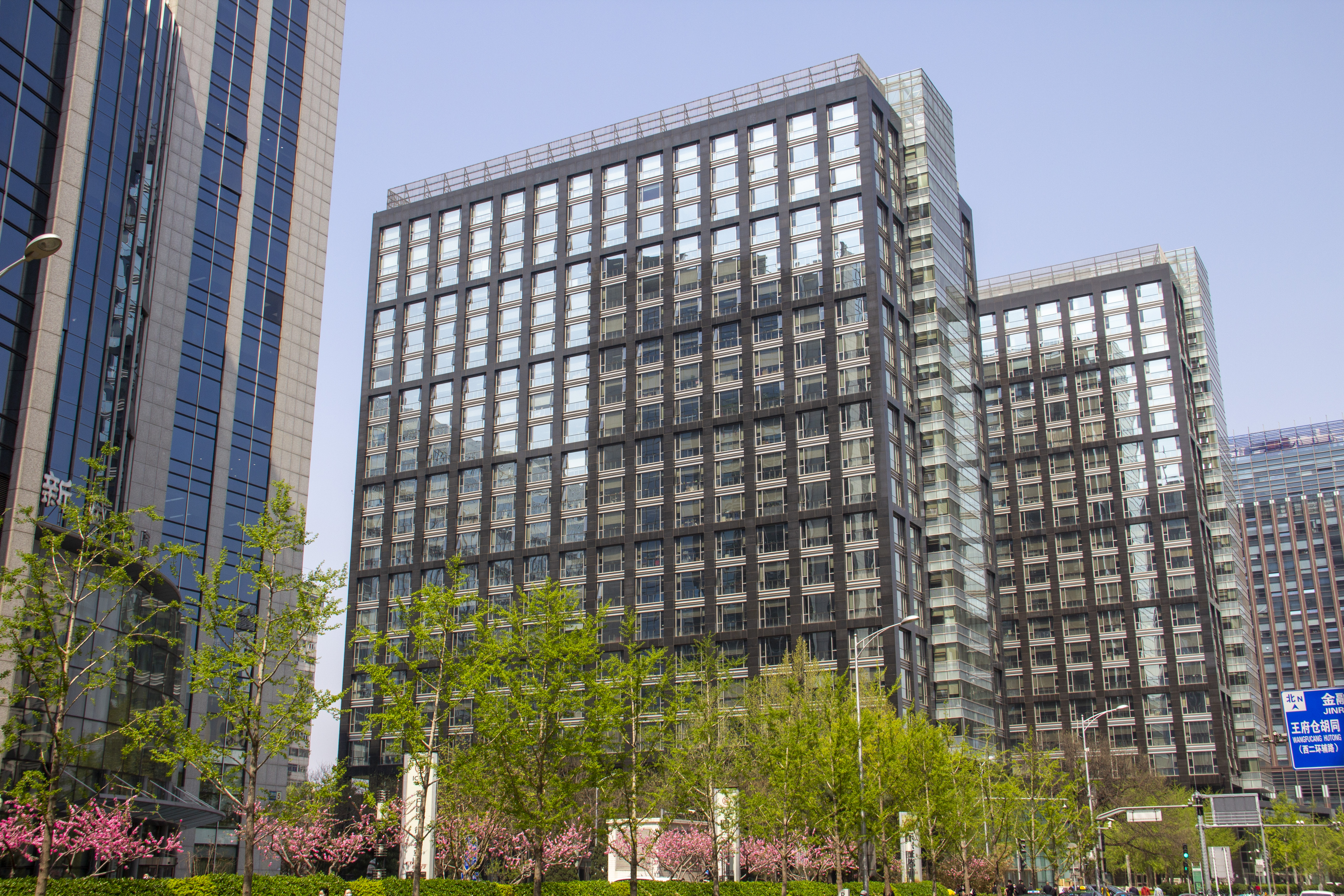

중국우정(중국어 정체자: 中國郵政)은 중화인민공화국의 우편업무를 담당하는 기관이다.

## 개요
국공 내전 이후 중화민국의 우편 업무 기관인 중화우정이 타이베이시로 이전했으므로, 중화인민공화국 국무원은 중화인민공화국 국가우정국 산하 중국인민우정을 설립하여 우편 업무를 재개하였다. 1995년 10월 4일 중국우정으로 개칭하였고, 2007년 1월 29일 현재와 같은 조직으로 개편되었다.

## 같이 보기
- 홍콩우정
- 마카오 우정국
- 중화우정
- 우정식 병음
- 중국우편항공
- 나라별 우편 목록
- 만국 우편 연합